# Dixfield (Maine)
Dixfield est une ville américaine située dans le Comté d'Oxford, dans le Maine.

## Démographie
Le recensement de 2010 dénombre 2 550 habitants. Celui de 2020 en dénombre 2 253, soit une baisse de 12 % en depuis 2010.